# Solid Snake
Solid Snake (ソリッド・スネーク, Soriddo Sunēku) é o protagonista da série Metal Gear de Video games da Konami. Introduzido no jogo "Metal Gear" em 1987 e criado pelo desenvolvedor de séries Hideo Kojima, Solid Snake é a combinação de um agente de operações especiais e um agente secreto que trabalha para a FOXHOUND, uma unidade fictícia de espionagem e operações encobertas, até a sua aposentadoria quando cria a Philanthropy, em jogos posteriores. Ele é repetidamente designado para o desarmamento e destruição da última geração do Metal Gear, um tanque bípede capaz de ser armado com mísseis nucleares.
Controlado pelo jogador, Solid Snake deve agir sozinho (ou com a ajuda de aliados que ele encontra durante as missôes), assistido por rádio por oficiais no comando e especialistas. Ele inicia a missão com apenas um rádio (o "codec", em jogos posteriores), um binóculos, e um maço de cigarros. Todo o equipamento adicional deve ser adquirido (armas, rações, ou seu famoso disfarce de caixa de papelão) no local.O personagem é dublado nas edições de linguagens japonesa e inglesa do jogo por seiyū Akio Ōtsuka e pelo ator/roteirista David Hayter, respectivamente.

## Biografia
Solid Snake foi mencionado pela primeira vez em uma visão do futuro de Eliza, durante a Tomada de San Hieronymo, como o filho de Big Boss que "salvaria o mundo" do "filho que traria a ruína e o caos". Snake e seu irmão gêmeo nasceram em 1972, resultado do projeto secreto do governo americano "Les Enfants Terribles" em função de criar o soldado perfeito, utilizando o DNA do O Maior Soldado do Século XX.
Usando o processo de Transferência nuclear de células somáticas, oito embriões clones foram criados através da inserção de DNA de Big Boss em óvulos enucleados, doados por uma mulher japonesa saudável. Ao utilizar o Método Super Bebê, os embriões foram então implantados no útero de uma mãe de aluguel( Eva "Big mama"), seis dos bebês acabaram sendo abortados para promover o crescimento nos dois restantes.
Os dois clones também foram modificados no nível genético, com um clone expressando características genéticas dominantes de Big Boss e o outro expressando traços recessivos de Big Boss. Nove meses depois, os gêmeos nasceram e mais tarde recebem os codinomes de Solid Snake e Liquid Snake. Sendo um clone das células somáticas de Big Boss, Solid Snake herdou o DNA mitocondrial da doadora do óvulo japonesa de "Les Enfants Terribles", posteriormente demonstrando alguma consciência dessa herança. Um terceiro clone seria criado depois.
Após seu nascimento, Snake recebeu o nome de David, foi separado do seu irmão e cresceu sob a supervisão de inúmeros pais adotivos. 1974, durante o Incidente Peace Walker, a Cipher decidiram utilizar os gêmeos como cartas nas mangas, após Big Boss ter recusado a entrada na Cipher.
Seguindo a carreira militar, Snake foi conduzido aos Boinas Verdes ainda adolescente, participando da Guerra do Golfo. Mais tarde, se juntou a unidade especial de Big Boss, a FOX-HOUND, onde recebeu o codinome "Solid Snake". Recebeu treinamento de CQC (Close-Quartes-Combat) pessoalmente de Big Boss, além da importância da "vontade" no campo de batalha. Também na FOX-HOUND, conheceu Kazuhira "McDonell Benedict" Miller. Por estar na unidade de Big Boss, suas origens e seu nome foram classificados como confidenciais.

### Revolta de Outer Heaven
Sua primeira missão na FOX-HOUND foi em 1995. Sua missão era se infiltrar em Outer Heaven, uma nação militar liderada por um "Mercenário Lendário", e resgatar Gray Fox, um agente da FOX-HOUND que foi capturado em uma missão anterior, e esclarecer sobre o que é "Metal Gear", que Fox mencionou em uma mensagem de rádio momentos antes de sua captura. Pouco depois de chegar no perímetro geral de Outer Heaven, foi contactado por Big Boss através de seu rádio sem fio para lembrar que o que a missão não seria um exercício, já que esta seria sua primeira missão real para FOXHOUND.
Depois de se infiltrar na fortaleza através de uma inserção debaixo d'água, Snake aprendeu com alguns dos reféns depois de libertá-los que a Fox foi realizada em uma cela de prisão de alto nível no porão, e a única maneira de encontrá-lo era ser capturado.
Após localizar Gray Fox, aprendeu com ele que Metal Gear era um tanque bípede com armas nucleares que pode lançar uma ogiva nuclear em qualquer lugar do mundo. Fox diz para Snake localizar Dr. Drago Pettrovich Madnar, para encontrar uma maneira de destruí-lo. Depois de alguns atrasos, ele conseguiu resgatar Dr. Madnar, bem como a sua filha Ellen e destruiu TX-55 Metal Gear com a ajuda de Fox.
Big Boss, o comandante da missão, em seguida, revelou-se como o líder por trás da Revolta de Outer Heaven, mas foi derrotado por Snake.

### Após Outer Heaven
Apesar de seu sucesso em Outer Heaven, Snake saiu da FOXHOUND e entrou em aposentadoria antecipada. Optou por abandonar as técnicas de CQC ensinadas por Big Boss, devido à sua associação com o homem que havia traído sua unidade. Para compensar, Snake vez contou com o seu conhecimento de CQB.
Foi mais tarde observado pela CIA e passou seis meses como um agente secreto antes que ele ficar insatisfeito com a organização e a deixar. Ele, então, tornou-se um mercenário de aluguel, e depois de ganhar bastante dinheiro, ele entrou em semi-aposentadoria no deserto canadense.
Durante este tempo, passou a ter pesadelos sobre Outer Heaven e Big Boss durante os próximos quatro anos, devido ao transtorno de stress pós-traumático.

## As sériesMetal Gear Solid
Seguindo a venda de Metal Gear 2: Solid Snake, Solid Snake não apareceu em nenhum outro outro jogo até 1998 (completos oito anos depois), quando ele re-emergiu como o protagonista do jogo para Playstation Metal Gear Solid. Este jogo, que debutou na E3(Electronic Entertainment Expo) de 1997 para grande sucesso, logo se tornou um sucesso internacional e foi aclamado por criticos no mundo inteiro.
Em Metal Gear Solid Solid Snake é retirado de sua aposentadoria por Colonel Campbell para lidar com FOXHOUND. Sob a liderança de Liquid Snake, FOXHOUND marginalizou-se, tomando Shadow Moses, uma base para armas nucleares desarmadas. Snake se infiltra na base e encontra Meryl Silverburgh, uma recruta iniciante, e Dr. Hal "Otacon" Emmerich, o criador de Metal Gear REX. Snake derrota cada membro da FOXHOUND um por um, destrói Metal Gear REX, e confronta Liquid Snake. Liquid revela que ambos ele e Snake são clones de Big Boss. Ele então desafia seu irmão, uma confrontação que termina com a morte de Liquid.
Em adição para expandir a história do passado de Snake, foi o primeiro jogo Metal Gear a possuir dublagem de voz e Metal Gear Solid estabeleceu suas vozes características e aparência. O design de Yoji Shinkawa para o Solid Snake, caracterizado por sua bandanna azul-marinho e seu "sneaking suit"(traje de infiltração), iria servir como modelo para todas as futuras incarnações nos jogos posteriores da série. De acordo com Shinkawa, o físico Snake em Metal Gear Solid foi baseado no do astro de filmes de ação Jean-Claude Van Damme, enquanto a sua aparência facial no mesmo jogo foi inspirada pelo ator Christopher Walken. Shinkawa descreveu sua rendição de Solid Snake de Metal Gear Solid como um "Meio-Termo" entre o mais jovem Snake que gracificou o desenho na capa do primeiro Metal Gear e o Snake de meia-idade da versão do MSX2, Metal Gear 2. Kojima introduziu as origens clonadas genéticas de Solid Snake em Metal Gear Solid para poder prover Solid Snake com um adversário que seria pareo para o mesmo, que desde suas missões anteriores, sendo uma continuação dos jogos para MSX2, estabeleceram Snake como um experiente soldado.
Solid Snake é o protagonista controlável da extensiva sequência-prologo de Metal Gear Solid 2: Sons of Liberty, no qual ele é enviado pela organização antiproliferação nuclear Philanthropy para infiltrar-se em um navio cargueiro e fotografar Metal Gear RAY, o último modelo Metal Gear. Entretanto, durante a operação, o Metal Gear RAY é sequestrado e o navio cargueiro destruído, com o aparentemente morto Snake incriminado pelo ocorrido.

Arte conceitual de Solid Snake em Metal Gear Solid 2: Sons of Liberty, por Yoji Shinkawa.

O lembrete de Sons of Liberty segue as ações do agente iniciante da FOXHOUND Raiden (o personagem agora controlado pelo jogador), que foi designado para resgatar James Johnsson, o Presidente dos EUA, e um número de outros oficiais do governo mantidos refém numa remota base em alto mar. Solid Snake, que sobreviveu a explosão no prologo, aparece pela maior parte do jogo (inicialmente adotando o pseudônimo Iroquois Pliskin, tirando do personagem Snake Plissken do filme Escape from New York) como um personagem não controlável que dá suporte a Raiden. Kojima explicou que a sua decisão de introduzir um novo personagem controlável no lugar de Solid Snake, foi feita com o objetivo de desenvolver Snake através da perspectiva de outro personagem, mas também para evitar tratar Snake como um iniciante, possuindo-se um novo personagem instruído via Codec.
O jogo Metal Gear Solid 4: Guns of the Patriots para PlayStation 3 é presenteado com um Snake envelhecido, agora identificado como Old Snake pelo jogo. Uma avançada degeneração celular causada pelo processo de clonagem usado para cria-lo o envelheceu prematuramente. No jogo, ele usa um 'sneaking suit' que possui a tecnologia "Octocamo", que permite que ele se misture com o resto do ambiente, tão bem como uma máscara facial que altera a sua aparência (permitindo que o jogador use visual mais jovem dele durante o jogo, como também disfarce Snake como outros personagens). Este novo design de personagem é baseado no ator Lee Van Cleef. De acordo com Ryan Payton da Konami, Guns of the Patriots será a última sequência oficial do jogo Metal Gear a apresentar Solid Snake como o personagem principal. Ou seja, este jogo é a última missão de Solid Snake. O próprio Kojima afirmou que a série continuará, mas não quer que o personagem sejá "manuseado" por ninguém mais.

## Jogos a parte
Uma trilogia de jogos a parte, não relacionados a série principal dirigida por Kojima, foi dirigida por Shinta Nojiri. O primeiro destes jogos é a versão para Game Boy Color do Metal Gear Solid (vendida no Japão como Metal Gear: Ghost Babel). Em Ghost Babel, Solid Snake se infiltra em um Outer Heaven reconstruido (agora chamado Galuade) para derrotar uma equipe semelhante a FOXHOUND de agentes criminosos chamados de Black Chamber e destruir um protótipo roubado do Metal Gear, o protótipo Gander. Enquanto a arte promocional para o jogo foi desenhada por Yoji Shinkawa, o design de dentro do jogo dos personagens foi feito por Ikuya Nakamura, que viria ainda a dirigir as séries Boktai de Kojima.
Em Metal Gear Acid, Solid Snake deve se infiltrar em Lobito Physics and Research Laboratory (Laboratório de Fisíca e Pesquisa de Lobito), para obter "Pythagoras", que viria a ser trocado com sequestradores que sequestraram o candidato a presidente Viggo Hach. Esta missão é complicada por La Clown, um expert em imitar pessoas que finge ser Teliko (o suposto contato interior Solid Snake), e quase sutilmente convence Snake que ele é Hans Davis, um cientista sem escrúpulos que trabalhou neste laboratório. Ele desmascara ambos e entra em contato com o verdadeiro Teliko, e então destruindo o último e mais avançado modelo Metal Gear, o modelo KODOQUE. O design dos personagens em Metal Gear Acid foi feito por Tsubasa Masao (desenhista de Zone of the Enders: The 2nd Runner). Em Metal Gear Ac!d, os modelos no jogo em si na refletem o estilo anime de Masao, ao invés disso, assemelhando-se muito ao design usado nas séries Metal Gear Solid.
A sequência Metal Gear Acid 2, apresenta um personagem principal que não é o verdadeiro Solid Snake, mas um clone deste criado com amostras de tecido do Snake original em Metal Gear Acid, seguindo os eventos da missão de Lobito Island. Os designs foram novamente realizados por Tsubasa Masao, com o estilo de cobertura de células e personagens mais estilizados, próximos ao conceito artístico original de Masao, que é colorido e claramente pintado.

## Outras aparições
Solid Snake apareceu um número de outros jogos, incluindo outros jogos da Konami, e mais incomumente, sob licença em jogos desenvolvidos e publicados por outras companhias, como Sony e Nintendo.
Hideo Kojima torna um hábito se referir de seu trabalho posterior. No jogo Policenauts Pilot Disk para 3DO (mais tarde convertido para o PlayStation como Policenauts: Private Collection) mostra os iniciais conceitos de ilustração de Snake e Meryl e um grupo de commandos FOXHOUND, do ainda não vendido Metal Gear Solid como um easter egg. No Boktai 2: Solar Boy Django produzido por Kojima (e Boktai 3: Sabata's Counterattack), Snake aparece como um personagem sem nome que vende itens para o jogador. O Evolution Skateboarding da Konami apresenta Sanke e Raiden como personagens escondidos, como também duas fases situadas no Big Shell (local da missão de MGS 2: Sons of Liberty) (o minijogo de Skateboarding em Metal Gear Solid 2: Substance é uma demo de Evolution Skateboarding). O nome de Solid Snake é também usado como pseudônimo por Gillian Seed no jogo SD Snatcher um RPG para MSX2; aparece como nome de um veículo no jogo de corrida para PLaystation Speed King; como também como nome de uma barra em Policenauts.
Solid Snake aparece também numa mistura da série Metal Gear com Ape Escape: os macacos de Ape Escape aparecem com Snake no minijogo "Snake vs. Monkey" do jogo Metal Gear Solid 3: Snake Eater. Em troca, Snake aparece em um minijogo em Ape Escape, onde ele é resgatado por Pipo Snake.
Snake fez aparições em um par de jogos de luta entre personagens de empresas. Em DreamMix TV World Fighters, Solid Snake aparece como um personagem controlável junto com outros personagens terceirizados como Bomberman e Convoy (Optimus Prime). Da mesma maneira, entrou no jogo Super Smash Bros. Brawl, um popular jogo de luta da Nintendo, Snake apareceu junto a personagens da Nintendo como Mario, Donkey Kong, e Pikachu(tendo se aliado a Lucario e a Metaknight no modo aventura), e também com Sonic da SEGA. De acordo com o produtor Masahiro Sakurai, a inclusão de Snake Snake no Brawl foi feita a pedido de Kojima, que gostaria que Snake fosse apresentado. Como outros personagens do jogo, Snake precisa ser 'destravado' pelo jogador, tanto por específicas séries de batalhas regulares ou através da quest Subspace Emissary. Uma vez que Snake é destravado, o jogador tem acesso as suas transmissões por codec, onde Coronel Campbell, Mei Ling, Otacon ou até mesmo Slippy Toad (de Starfox) darão informações sobre qualquer oponente com quem ele possa estar lutando.
Snake fez uma aparição como um personagem controlável no jogo para Nintendo DS, New International Track & Field, junto com outros personagens da Konami como Sparkster e Simon Belmont, e também como novos personagens originais.
Em Silent Hill 3, existe um item secreto, uma silenciador, que é uma referência a Solid Snake.